# Francesco Napoleone Orsini
Francesco Napoleone Orsini (zm. 6 grudnia 1311) — włoski duchowny, z rzymskiego rodu arystokratycznego Orsini. Kardynał-diakon S. Lucia in Silice od 17 grudnia 1295, z nominacji papieża Bonifacego VIII. Archiprezbiter bazyliki S. Maria Maggiore od 1298. Uczestniczył w konklawe 1303 i Konklawe 1304–1305. Był jednym z legatów na koronację cesarską Henryka VII w Rzymie w 1311. Zmarł w Rzymie i pochowany został w bazylice watykańskiej.